# Joux-la-Ville
Joux-la-Ville és un municipi francès, situat al departament del Yonne i a la regió de Borgonya - Franc Comtat. L'any 2007 tenia 1.173 habitants.

## Demografia

### Població
El 2007 la població de fet de Joux-la-Ville era de 1.173 persones. Hi havia 262 famílies, de les quals 84 eren unipersonals (40 homes vivint sols i 44 dones vivint soles), 87 parelles sense fills, 71 parelles amb fills i 20 famílies monoparentals amb fills.
La població ha evolucionat segons el següent gràfic:
Habitants censats

### Habitatges
El 2007 hi havia 351 habitatges, 264 eren l'habitatge principal de la família, 50 eren segones residències i 37 estaven desocupats. 313 eren cases i 39 eren apartaments. Dels 264 habitatges principals, 162 estaven ocupats pels seus propietaris, 92 estaven llogats i ocupats pels llogaters i 10 estaven cedits a títol gratuït; 8 tenien una cambra, 30 en tenien dues, 46 en tenien tres, 70 en tenien quatre i 111 en tenien cinc o més. 209 habitatges disposaven pel capbaix d'una plaça de pàrquing. A 131 habitatges hi havia un automòbil i a 111 n'hi havia dos o més.

### Piràmide de població
La piràmide de població per edats i sexe el 2009 era:
| Homes | Edats   | Dones |
| ----- | ------- | ----- |
| 0     | 95 o +  | 0     |
| 0     | 90 a 94 | 4     |
| 12    | 85 a 89 | 0     |
| 0     | 80 a 84 | 8     |
| 8     | 75 a 79 | 12    |
| 12    | 70 a 74 | 12    |
| 20    | 65 a 69 | 16    |
| 20    | 60 a 64 | 28    |
| 16    | 55 a 59 | 8     |
| 52    | 50 a 54 | 36    |
| 56    | 45 a 49 | 32    |
| 88    | 40 a 44 | 28    |
| 76    | 35 a 39 | 20    |
| 108   | 30 a 34 | 28    |
| 108   | 25 a 29 | 64    |
| 64    | 20 a 24 | 4     |
| 24    | 15 a 19 | 4     |
| 16    | 10 a 14 | 24    |
| 8     | 5 a 9   | 4     |
| 12    | 0 a 4   | 20    |

## Economia
El 2007 la població en edat de treballar era de 924 persones, 284 eren actives i 640 eren inactives. De les 284 persones actives 264 estaven ocupades (148 homes i 116 dones) i 20 estaven aturades (10 homes i 10 dones). De les 640 persones inactives 41 estaven jubilades, 18 estaven estudiant i 581 estaven classificades com a «altres inactius».

### Ingressos
El 2009 a Joux-la-Ville hi havia 267 unitats fiscals que integraven 622 persones, la mediana anual d'ingressos fiscals per persona era de 16.862,5 €.

### Activitats econòmiques
Dels 31 establiments que hi havia el 2007, 2 eren d'empreses extractives, 1 d'una empresa alimentària, 1 d'una empresa de fabricació d'altres productes industrials, 8 d'empreses de construcció, 4 d'empreses de comerç i reparació d'automòbils, 2 d'empreses de transport, 2 d'empreses d'hostatgeria i restauració, 3 d'empreses immobiliàries, 5 d'empreses de serveis i 3 d'entitats de l'administració pública.
Dels 7 establiments de servei als particulars que hi havia el 2009, 1 era una oficina de correu, 1 taller de reparació d'automòbils i de material agrícola, 3 paletes, 1 fusteria i 1 electricista.
Dels 2 establiments comercials que hi havia el 2009, 1 era una botiga de més de 120 m² i 1 una botiga de menys de 120 m².
L'any 2000 a Joux-la-Ville hi havia 30 explotacions agrícoles que ocupaven un total de 4.255 hectàrees.

## Equipaments sanitaris i escolars
El 2009 hi havia una escola elemental.

## Poblacions més properes
El següent diagrama mostra les poblacions més properes.